# Paul Castellano
Pour les articles homonymes, voir Castellano.
Constantino Paul Castellano, né le 26 juin 1915 à Brooklyn, New York et mort le 16 décembre 1985 à Manhattan, New York, surnommé « Big Paul Castellano », « Paulie », « le Pape » (ou PC pour sa famille) ou encore « le Howard Hughes de la mafia », fut l'un des parrains de la famille Gambino à New York, successeur de Carlo Gambino, son beau-frère. À son époque, la famille Gambino était la plus puissante famille du crime des États-Unis. L'assassinat de Castellano par John Gotti sans l'accord de la Commission entraîna un antagonisme avec les autres familles new-yorkaises.

## Famille
Paul Castellano est né le 26 juin 1915 de l'union de Giuseppe Castellano et Concetta Casatu. Son père, de Castellammare di Stabia (Naples) était boucher et faisait également partie des premiers membres de la famille Mangano, qui précède la famille Gambino dans l'histoire de la mafia américaine.
La sœur de Castellano, Kathryn, était mariée à Carlo Gambino, son cousin et futur parrain de la famille Gambino. Castellano était aussi cousin avec le major général Vito Castellano, un commandant de la garde nationale de New York et chef de l'équipe du gouverneur Mario Cuomo. Castellano était marié à Nina Castellano, le couple a eu trois fils (Peter, Philip et Joseph Castellano) et une fille, Constance Castellano.
Castellano signait généralement son nom par "C. Paul Castellano" parce qu'il détestait son prénom, Constantino. De fait, il était connu seulement sous le prénom de Paul. Mesurant 189 centimètres et pesant près de 120 kilos, Castellano intimidait les autres mafieux.

## Premières années
Paul Castellano quitte l'école lorsqu'il est en quatrième (8e grade), il commence une formation de boucher et aide son père à collecter les paris clandestins.
À sa première arrestation pour un vol à main armée dans une mercerie à Hartford, en juillet 1934, Castellano, 19 ans, refuse de communiquer à la police les noms de ses deux complices, ce qui lui vaut trois mois de prison. Son refus de coopérer avec les autorités lui donne la réputation d'un "homme debout" (stand up guy) et il s'attire le respect des autres mafieux.
Castellano devient un membre de la famille Mangano dans les années 1940 et est fait capo par Albert Anastasia, successeur de Vince Mangano. En 1957, après le meurtre d'Albert Anastasia et après que Carlo Gambino fut devenu le parrain de la famille Gambino, Castellano assiste à la réunion d'Apalachin en tant qu'accompagnateur important de Carlo Gambino. Castellano fait partie des 61 mafieux de haut rang à être arrêté par la police. Refusant de répondre aux questions du grand jury sur cette réunion, il passe un an en prison pour outrage. Le 13 janvier 1960, il est condamné à cinq ans de prison pour conspiration pour ne pas transmettre d'informations. Mais en novembre 1960, les charges sont abandonnées par la cour d'appel.

## Ascension dans la famille Gambino
En 1966, Gambino nomme Castellano comme parrain actif pour les activités de criminalités financières. Gambino s'expatrie temporairement en Floride pour échapper à la pression de la police et de l'immigration. Gambino délègue la gestion quotidienne des affaires à Castellano et son autre sous-chef, Aniello Dellacroce. Lorsque Gambino retourne à New York, il continue à passer par l'intermédiaire de Castellano et Dellacroce.
En 1975, Castellano ordonne le meurtre de Vito Borelli, le petit ami de sa fille Constance. Il accuse son futur beau-fils d'être à l'origine de la fausse couche de sa fille car il la battait. De plus, certaines personnes rapportèrent à Castellano que Borelli le comparait à Frank Perdue, le propriétaire de Perdue Farms. Castellano considéra la comparaison comme une insulte et Borelli fut assassiné. En 2004, l'ancien parrain de la famille Bonanno et témoin du gouvernement Joseph Massino a admis que l'assassinat de Borelli était une faveur accordée à Castellano.
En 1975, Castellano devient le parrain actif pour toutes les activités de la famille. Avant sa mort, Gambino désigne Castellano comme son successeur. La plupart des membres de la famille Gambino s'attendaient à ce que le sous-boss Aniello "Neil" Dellacroce succède à Gambino et ils sont très désagréablement surpris du choix de Gambino. Pour contenter les soutiens de Dellacroce, Gambino fait promettre à Castellano de le garder comme sous-boss.
Le 1er juillet 1975, Castellano est accusé de prêt usuraire et d'évasion fiscale pour ne pas avoir déclaré ses profits provenant de son activité de racket illégal.

## Homme d'affaires respectable en apparence
Castellano se voit plus comme un homme d'affaires qu'un voyou. En fait, son but ultime, comme était celui de Carlo Gambino, est d'investir dans des affaires légales. Cependant, les affaires de Castellano, et celles de ses fils, sont assez mal vues du fait de ses liens avec la mafia.
Au début de sa carrière, Castellano utilise sa formation de boucher pour lancer Dial Poultry, une affaire de grossiste industriel en volailles qui fournira jusqu'à 300 boucheries dans New York. Les clients de Dial's incluent la chaine de supermarché Key Food et Waldbaum. Pour arriver à ses fins, Castellano utilisa les méthodes mafieuses d'intimidation pour forcer ses futurs clients à acheter des produits Dial.
Comme Castellano devient de plus en plus puissant au sein de la famille Gambino, il commence à faire énormément d'argent dans la construction en béton de gratte-ciel. Le fils de Castellano, Philip, était le président de Scara-Mix Concrete Corporation, qui exerça un quasi-monopole sur les constructions en béton sur Staten Island. Castellano prend la présidence des intérêts de la famille Gambino dans le "Concrete Club" (le club du béton), un consortium de familles mafieuses qui se partageait les dividendes dans le domaine de la construction à New York. À tel point, que les coûts de construction d'immeubles à New York étaient à cette époque les plus chers de tous les États-Unis. De plus, Castellano supervise le contrôle pour le compte de la famille Gambino du syndicat des camionneurs de la section 282 (Teamsters Union Local Chapter 282) qui fournirent des travailleurs pour tous les principaux projets de construction de gratte-ciels à New York et Long Island.

## Règne de Paul Castellano
Le 15 octobre 1976, Carlo Gambino meurt de mort naturelle. Selon les souhaits de Gambino, Dellacroce fait en sorte que ses affiliés acceptent Castellano comme nouveau parrain pour éviter une guerre de succession. À cette période, Castellano et Dellacroce se mirent d'accord sur le fait que Castellano s'occuperait de toutes les affaires qui concernent la criminalité financière tandis que Dellacroce, en tant que sous-boss, dirigerait les affaires traditionnelles de Cosa Nostra comme l'extorsion, les cambriolages et le prêt usuraire.
En 1978, Castellano ordonne l'assassinat d'un associé des Gambino, Nicholas Scibetta. Alcoolique et toxicomane à la cocaïne, Schibetta se bat régulièrement en public et insulte la nièce de Frank DeCicco. Bien que Schibetta soit le beau-frère de Gravano, Castellano demande à DeCicco d'ordonner à Gravano de l'assassiner. Quand Gravano apprend la nouvelle, il devient fou furieux et veut tuer Castellano. Mais DeCicco tempère la colère de Gravano et ce dernier accepte d'assassiner Schibetta.
En 1978, Castellano ordonne la mort d'un caporegime des Gambino, James Eppolitto et de son fils, le mafieux James Eppolitto Jr. Eppolitto Sr. se plaint auprès de Castellano qu'Anthony Gaggi enfreint son territoire et lui demande la permission de le supprimer. Castellano donne une fin de non-recevoir à sa demande et plus tard, il prévient Gaggi des intentions d'Eppolitto. En réponse, Gaggi et le caporegime Roy DeMeo assassinent Eppolito senior et junior.
En février 1978, Castellano conclut un accord entre la famille Gambino et les Westies, un gang irlando-américain provenant du quartier de Hell's Kitchen à Manhattan. Castellano cherche un tueur que les autorités ne pourront pas relier directement à la famille Gambino. Les Westies veulent la protection des Gambino contre les autres familles de Cosa Nostra. L'alliance Gambino-Westies se fait lors d'une réunion entre le leader des Westies James Coonan et Castellano. Selon, le gangster des Westies, Mickey Featherstone, Castellano lui donne l'instruction suivante :
You guys got to stop acting like cowboys - acting wild. You're going to be with us now. If anyone is going to get killed, you have to clear it with us. qui se traduit par"Il faut que tes gars arrêtent de se comporter comme des cow-boys, comme des sauvages. Nous allons être ensemble maintenant, si quelqu'un va être tué, tu dois être clair avec nous".
Castellano crée aussi une alliance avec les Cherry Hill Gambinos, un groupe d'importateurs et de distributeurs d'héroïne siciliens, pour qu'ils soient des tueurs à sa solde. Avec les Westies et les Cherry Hill Gambinos, Castellano commande une petite armée de tueurs.
En septembre 1980, Castellano ordonne la mort de son ancien beau-fils Frank Amato, un voleur de voiture et petit criminel. Amato a agressé physiquement Connie Castellano quand il était marié. Selon des documents du FBI, Roy DeMeo a assassiné Amato, découpant son corps et jetant ses restes à la mer.
En 1981, Castellano rencontre à deux reprises l'homme d'affaires Frank Perdue, la cause principale de l'assassinat de Borelli en 1975. Perdue veut l'aide de Castellano pour créer une usine Perdue en Virginie. Cependant, selon Perdue, les deux hommes se sont parlé, mais ne sont jamais parvenus à un quelconque accord.
A fin de 1981, après l'extermination des clans Bontate-Inzerillo, Castellano et John Gambino commande les Corleonesi d'épargner la vie de leurs proches.

### Richesse et pouvoir
En 1981, au sommet de son pouvoir, Castellano construit un manoir de 17 pièces de type néo-classique dans le quartier huppé de Todt Hill à Staten Island. Le manoir s'inspire directement de la « Maison-Blanche » à Washington D.C. D'ailleurs, les membres de la famille la surnomment ainsi. La maison de Castellano possède un intérieur en marbre de Carrare, une piscine olympique et un jardin anglais. Il entame une relation adultérine avec sa femme de ménage colombienne, Gloria Olarte, alors que sa femme Nina vit avec lui. Des enregistrements effectués par le FBI révèlent que Castellano explique à Olarte qu'il va se faire mettre un implant pénien pour remédier à son impuissance. Cette révélation choqua beaucoup les membres de sa famille. Castellano vit comme un reclus, sortant rarement de son manoir. Ses caporegime Daniel Marino, Thomas Gambino et James Failla rendent visite à Castellano à Todt Hill pour faire des rapports sur leurs activités et recevoir des ordres. Quand il ne reçoit pas ses invités, Castellano porte une robe de chambre de soie et de satin et des chaussons en velours qui lui ont été offerts par les membres de la famille. Il développe ses affaires au niveau international, notamment au Koweït.
L'extravagance de son manoir et de son style de vie augmentèrent le ressentiment et la jalousie des autres membres de la famille Gambino. Cette désaffection était encore plus importante au sein de la faction de Dellacroce, qui doit lutter sur le terrain pour gagner de l'argent dans le racket. Traditionnellement, les caporegime doivent donner 10 % de leur chiffre d'affaires à leur parrain. Cependant, Castellano commence à demander 15 % et parfois plus. De plus, Castellano, comme son mentor Carlo Gambino, a banni le trafic de drogue, bien qu'il accepte le paiement de tribut provenant de cette activité de la part des Cherry Hill Gambino et de l'équipe de DeMeo.
Beaucoup de plaintes proviennent du caporegime John Gotti, un des principaux supporters de Dellacroce. Gotti sent la colère monter dans la famille. De plus, Gotti défie Castellano en vendant secrètement de la drogue, bien que ce ne soit pas un secret pour ce dernier. Gotti veut profiter de la situation et a pour ambition de devenir le futur parrain de la famille. Cependant, aussi longtemps que Dellacroce est en vie, Gotti ne tentera rien contre Castellano.

## Problèmes judiciaires
En 1983, Castellano ordonne l'assassinat de Roy DeMeo. Castellano sait que DeMeo a une forte dépendance à la cocaïne et doute de sa loyauté dans son procès qui vient pour vol de voitures. DeMeo est trouvé tué avec 5 balles à la tête dans le coffre de sa Cadillac.
En mars 1983, le FBI obtient l'autorisation d'installer des micros secrets dans le manoir de Castellano. Durant un séjour en vacances en Floride de Castellano, des agents droguent ses chiens de surveillance, débranchent le système de sécurité et placent des micros dans la salle à manger et dans les salons. Il en résulte une quantité d'informations incriminant Castellano.
En mars 1984, Castellano est accusé par le gouvernement fédéral de racket dans l'affaire Gambino, incluant les meurtres d'Eppolitto. Les autres accusations sont l'extorsion, le trafic de drogue, vol et proxénétisme. Castellano est relâché après le paiement d'une caution de 2 millions de dollars.
Au début de 1985, Castellano fait partie des parrains de la mafia arrêtés pour des accusations de racket, il en résulte le procès de la commission. Castellano est relâché après le paiement d'une caution de 3 millions de dollars. 
Paul Castellano n'aimait pas être étiqueté de meurtrier.

## Conspiration
Le 2 décembre 1985, Dellacroce meurt d'un cancer des poumons. S'ensuit alors une série d'événements qui mèneront à la mort de Castellano seize jours plus tard. Plusieurs facteurs ont contribué à la mise au point de l'assassinat de Castellano. Castellano n'assiste pas aux funérailles de Dellacroce, de peur de se faire appréhender. Ce faisant la famille de Dellacroce et ses partisans considèrent son absence comme une insulte. Deuxièmement, Castellano nomma son garde du corps Thomas Bilotti comme nouveau sous-boss. Bilotti, loyal à Castellano, est considéré comme un usurier brutal avec un manque de talent de diplomatie, talent pourtant indispensable pour être sous-boss. Castellano projette aussi de dissoudre l'équipe de Gotti.
Cependant, le problème le plus immédiat est l'enregistrement fait par le gouvernement au sujet d'Angelo Ruggiero discutant de trafic d'héroïne. Lorsque les autorités gouvernementales fournissent les bandes au procureur s'occupant de l'affaire, Castellano exige de Ruggiero qu'il lui fournisse des copies. Avec ses bandes, Castellano pourrait avoir la preuve de l'implication de Gotti dans le trafic de drogue, ce qui lui permettrait d'avoir la légitimité de faire tuer Gotti. 
Gotti rassembla autour de lui une équipe qui inclut Gravano, DeCicco et Joseph Armone. Le plan initial doit assassiner Castellano à l'extérieur de la maison, mais Gotti a peur que les agents fédéraux soient là. Gravano suggère de tuer Castellano et Bilotti durant leur petit-déjeuner. Et quand Castellano annonce qu'il doit assister à un dîner pour un rendez-vous le 16 décembre, Gotti et son équipe décident qu'ils le tueront à ce moment-là.

## Assassinat

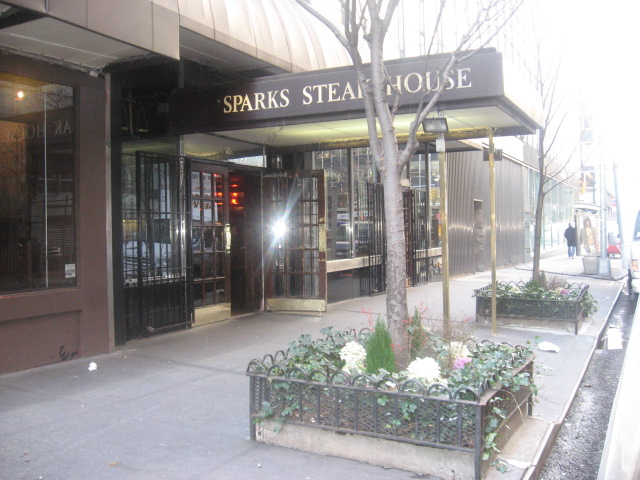
Sparks Steak House, lieu de l'assassinat de Castellano

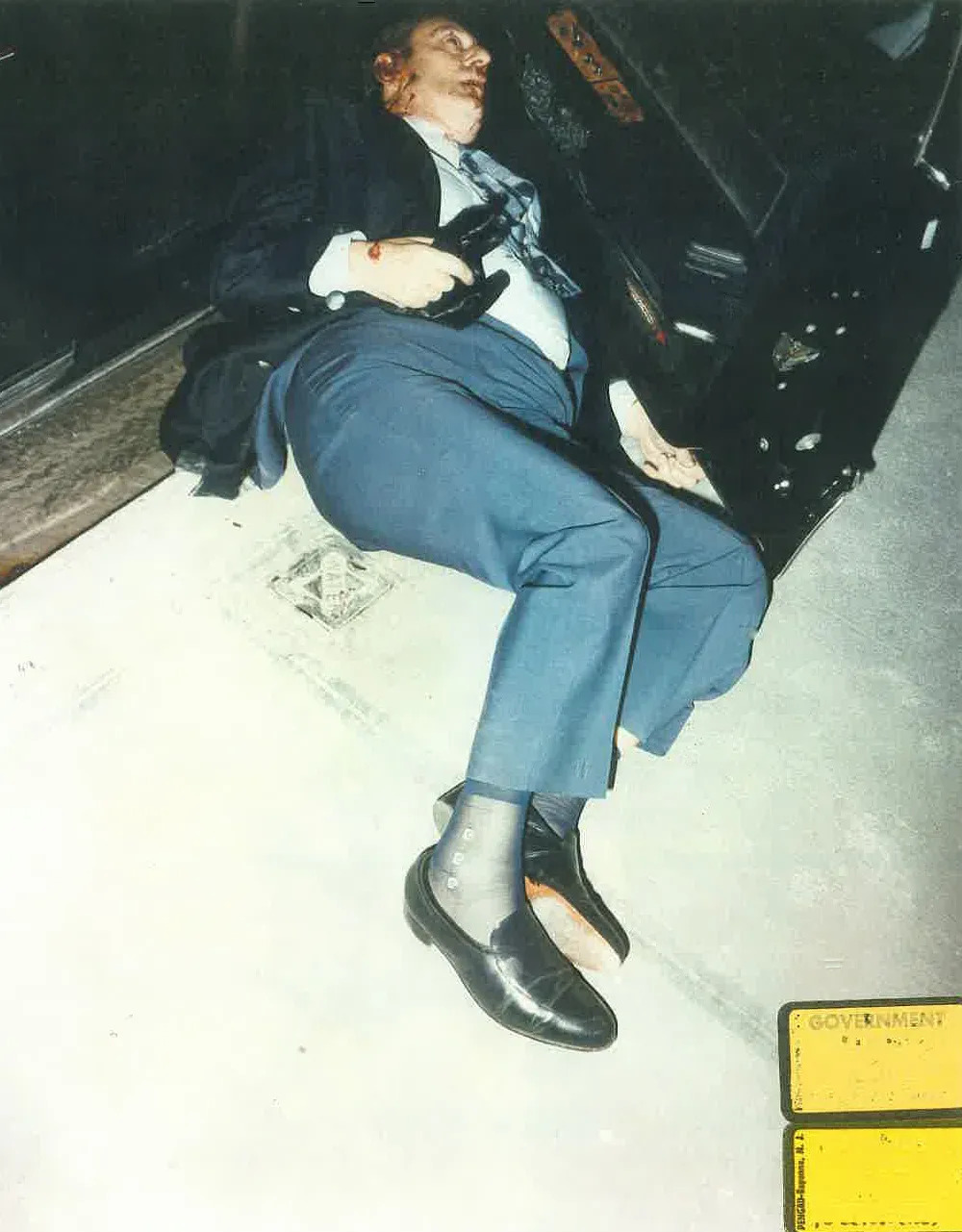
Corps de Paul Castellano juste après son assassinat

Le 16 décembre 1985, Castellano et Bilotti sont assassinés tous les deux. Ce soir-là, Bilotti conduit Castellano au rendez-vous prévu au Sparks Steak House dans Midtown à Manhattan. Une équipe de tueurs, vêtus de blanc, de trench-coats et de chapkas noires attendent à l'entrée du restaurant. L'équipe qui agit est composée de Vincent Artuso, Salvatore Scala, Edward Lino et John Carneglia. Positionnés dans la rue, Dominick Pizzonia, Angelo Ruggiero et Anthony Rampino sont en renfort. Gotti et Gravano observent la scène depuis une voiture dans la rue.
Lorsque Castellano sort de la voiture devant le restaurant, l'équipe accourt et lui tire dessus à plusieurs reprises. Ils tirent ensuite sur Bilotti qui est sorti côté conducteur, avant de quitter le lieu d'assassinat. 

## L'après-assassinat
Castellano est enterré au cimetière de Moravian dans la section New Dorp de Staten Island. L'archidiocèse catholique de New York refuse de donner les derniers sacrements à Castellano, du fait de sa vie en marge et des circonstances de sa mort.
Le meurtre de Castellano met hors de lui le parrain de la famille Genovese, Vincent Gigante, parce que Gotti n'a pas eu la permission de la Commission. Gigante sollicita l'aide du parrain de la famille Lucchese Anthony Corallo pour assassiner Gotti. Le 13 avril 1986, un attentat à la voiture piégée à destination de Gotti explose à l’extérieur d'un club social de Brooklyn. Cependant, le seul décès est celui de Frank DeCicco. 
Deux semaines après la mort de Castellano, une réunion de caporegime à Manhattan élit Gotti comme nouveau parrain de la famille Gambino. Le 3 avril 1992, grâce au témoignage du repenti Gravano, Gotti est condamné pour des accusations de racket criminel, incluant le meurtre de Castellano en 1985. Le 24 juin 1992, Gotti est condamné à la prison à vie, où il meurt en 2002. Personne d'autre ne fut accusé du meurtre de Castellano.